# Rheinische Ortsnamen
Manche rheinische Orts- und Familiennamen haben eine an mitteldeutsche oder niederländische (bzw. mittelniederländische) Schreibungen angelehnte Rechtschreibung, die zu ungewohnten Laut-Buchstabe-Beziehungen führt.

## Schreibweise und Aussprache
Die Buchstaben e, i und y werden dabei oft nicht gesprochen, sondern dienen als zweiter Teil eines Digraphen der Kennzeichnung der Länge des vorhergehenden Vokals. Dabei überwiegt im Norden die Schreibung mit e und ist ein Erbe der niederländisch-niederrheinischen Schreibtradition, während im Süden die Schreibung mit i häufiger anzutreffen ist und der ripuarisch-mittelrheinischen Schreibtradition entspricht.
Ähnliche Schreibungen gibt es gehäuft auch in Westfalen. Sie werden dort Dehnungs-e genannt.
| Zeichenfolge   | Aussprache (IPA) | Beispiele |
| -------------- | ---------------- | --- |
| ae/ay/ai       | [aː]             | in Aengenesch, Aerbeck (Wachtendonk), Baesweiler, Baerl, Baersdonk (Kerken), Eversael, Gaesdonck, Hanselaer, Raeren (Deutschsprachige Gemeinschaft Belgiens), Kevelaer, Keylaer, Straelen, Straeten (Heinsberg), Praest (Emmerich am Rhein), Saeffelen, Saelhuysen (Schaephuysen), Schaephuysen, Welkenraedt (Plattdeutsche Gemeinden in Belgien), Wittlaer oder im Familiennamen Daem (= Adam), auch in Tenhaef, seltener mit Dehnungs-y wie Alpsray, Haus Ingenray, Rayen, Familienname Daym oder Dehnungs-i wie Kaiskorb (Jackerath) oder ursprünglich im Familiennamen Klais                                           |
| ee/ey          | [eː]             | in Neersbroich (Korschenbroich), Op de Moelensteen (Rheinberg), Rees (historische Schreibung auch Reys mit Dehnungs-y), Haus Weegh (Rees), Weeze u. a. |
| eu/oe          | [øː]             | in Gelderner Fleuth (mundartlich), Rheurdt, historische Schreibung Meurs (seit 1931 endgültig „Moers“); mundartlich Euskirchen u. a. Auch viele Schreibungen von Ortsnamen mit oe statt ö für [øː] entsprechen nicht der Standardorthographie |
| y              | [iː]             | in Altmyhl, Bedburdyck, Schloss Dyck, Myhl, Styrum, Gut Wylack (Wassenberg), Wyler (Kranenburg) |
| y              | [ɪ]              | in Gymnich, Zyfflich oder im Familiennamen Thyssen |
| ui/uy          | [yː]             | in Bergbuir, Berzbuir, Bleibuir, Broekhuysen, Buir (Kerpen), Gruiten, Duisburg, Duisdorf, Holthuysen (Issum), Huisberden, Neukirchen-Vluyn, Ruif (Herzogenrath), Saelhuysen (Schaephuysen), Schaephuysen, Schuir (Essen), Thuir (Nideggen), Gut Voorthuysen (Emmerich am Rhein), geht teilweise ursprünglich auf den Laut [uː] mit Dehnungs-i oder -y zurück |
| ui             | [ʏ]              | in Duissern (Duisburg), Ruitzhof, Ruitsch |
| oi/oy/oe/oo    | [oː]             | in Ortsnamen mit dem Namensbestandteil „-broich“, außerdem Anstois, Boisdorf, Boisheim, Broichweiden, Floisdorf, Froitscheidt (Nideggen), Froitzheim, Groin (Rees), Hoisten, Gut Isenkroidt (Titz), Kirchtroisdorf, Koisdorf, Moitzfeld, Noithausen, Oidtweiler, Op de Moelensteen (Rheinberg), Oirlich (Nettetal), Roisdorf (Bornheim), Troisdorf, Voigtslach (Leverkusen), Voiswinkel, Voißel sowie der Familienname Voigt, seltener mit Dehnungs-y wie in Noyshof (Kevelaer) oder Loyenhof (Kleve) oder Dehnungs-e wie in Schloss Hugenpoet oder im Familiennamen Loe, mit Doppel-o Gut Voorthuysen (Emmerich am Rhein) |
| ue/ui/uy/oe/ou | [uː]             | in Bernkastel-Kues, Boeckelt (Geldern), Bourheim, Buisdorf, Broekhuysen, Grouven (Elsdorf), Houverath (Erkelenz), Houverath (Bad Münstereifel), Niersbroek (Straelen), Roerbrücke (Hückelhoven; = Brücke über die „Rur“) oder im Familiennamen Lueg. Auch Namen wie Duisburg wurden ursprünglich teilweise mit [uː] gesprochen (s. den Artikel Dehnungszeichen) |
| ey             | [aɪ]             | in Breyell, Eyll (Kerken), Haus Eyll (Kamp-Lintfort), Haus Eyll (Straelen), Eynatten (Deutschsprachige Gemeinschaft Belgiens), Keyenberg, Keylaer, Pley, Reesereyland (Rees), Rheydt, Wey (Jüchen) |
| oy/oie         | [aʊ]             | Orsoy, In der Oye und Oybaum (Kalkar), historische Schreibung Montjoie (bis 1918) |
| oy/euy/ieu     | [ɔʏ]             | Schloss Moyland (nach niederländisch „mooi“ – schön), Familienname Beuys, Nieukerk (Kerken), Loikum |

In einigen Fällen hat sich die moderne Aussprache der Schreibweise angepasst, obwohl die Ortsnamen früher anders ausgesprochen worden (z. B. Euchen, Euenheim, Eupen, Euskirchen, Fleuth, Maisdörpe, Gymnich, Schloss Hueth, Neusen, Oestrich (Erkelenz), Raitzhof (Wesel), Uedem, Uedorf (Bornheim); mundartlich teilweise noch erhalten).

## Besondere Aussprachen
- Monschau: [ˈmɔnʃaʊ], auch [ˈmɔnʒaʊ], fast [ˈmɔndʒaʊ]
- Orsoy: [ˈɔrzaʊ], auch [ˈɔʃaʊ] oder [ˈɔrzɔʏ]
- Poelyck (Kerken): [pʊlk]
- Straelen: [ˈʃtraːlən], kleverländisch auch [ˈstraːlən]
- Weeze: [ˈveːzə], auch [ˈveːtsə]
- Zyfflich: [ˈzɪflɪç], auch [ˈtsʏflɪç]

## Wissenschaftliche Forschung
Bei der Erforschung und Deutung von Ortsnamen und ihrer Orthographie handelt sich um ein Forschungsgebiet z. B. von Germanistik, Sozial- und Geschichtswissenschaft. Die Erkenntnisse sind u. a. wichtig für die Siedlungsgeschichte, Dialektologie bzw. Sprachgeschichte, geschichtliche Landeskunde oder Volkskunde.
Der Landschaftsverband Rheinland unterhält das Institut für Landeskunde und Regionalgeschichte, das sich u. a. mit dieser Fragestellung beschäftigt und entsprechende Publikationen fördert. Am Institut für Geschichtswissenschaft der Universität Bonn besteht eine Abteilung für Rheinische Landesgeschichte, die bei der Erforschung von Ortsnamen eng mit den Abteilungen Rheinische Sprachforschung und Rheinische Volkskunde des Institutes für Germanistik, vergleichende Literatur- und Kulturwissenschaft (Kulturanthropologie) zusammenarbeitet. Ein Institut für niederrheinische Kulturgeschichte und Regionalentwicklung (InKuR), das sich unter anderem mit der Sprachgeschichte (Orts- und regionale Dialekte) des Rhein-Maas-Raums beschäftigt, besteht an der Universität Duisburg-Essen. Es kooperiert eng mit der Niederrhein Akademie/Academie Nederrijn e. V. mit Sitz in Xanten, dem Landschaftsverband Rheinland und der Radboud Universiteit Nijmegen.